# Список умерших в 904 году
В этой статье представлен список известных людей, умерших в 904 году.
См. также: Категория:Умершие в 904 году

## Январь
- Чжан Цзюнь — канцлер Китая; убит

## Февраль
- 1 февраля — Куи Инь[англ.] — канцлер Китая; казнён
- 13 февраля — Аль-Хасан ибн Зикравая[англ.] — карматский лидер в Сирийской пустыне; казнён

## Сентябрь
- 22 сентября — Чжао-цзун — китайский император династии Тан (888—904); убит в результате заговора

## Октябрь
- 5 октября — Фройлан[исп.] — испанский святой римско-католической церкви.
- Аль-Касим ибн Убайад Алла[англ.] — визирь Аббасидскоо халифата (901—904)

## Декабрь
- 30 декабря — Харун ибн Хумаравейх — эмир Египта из династии Тулунидов (896—904); убит своими телохранителями.

## Точная дата смерти неизвестна
- Абу’л-Аббас Ахмад ибн аль-Фурат[англ.] — глава налогового ведомства Аббасидскоо халифата при Аль-Мутадид Биллахе и Аль-Муктафи Биллахе
- Вимунд[англ.] — епископ Дорчестера (901—904)
- Ду Хунхе[англ.] — китайский поэт
- Леди Занг[англ.] — жена Тай-Цзу'
- Ивар (Имар) II — король Дублина (896—902); погиб в бою.
- Иоанн Старый Сакс[англ.] — сподвижник Альфреда Великого в развитии науки
- Йахйа ибн Хасан ибн Идрис ас-Сагир[англ.] — идрисидский халиф Магриба (880—904)
- Ки но Томонори — японский поэт
- Кунбул[англ.] — один из передатчиков в чтении Корана
- Курсан — венгерский вождь (кенде), соправитель Арпада; убит.
- Ли Шенфу[англ.] — китайский генерал и военный губернатор, участник политической борьбы последних лет династии Тан
- Лливарх ап Хивайд — король Диведа (893—904)
- Мервин ап Родри — король Поуиса (878—900).
- Са’лаб — арабский грамматист куфийской школы, хадисовед, автор множества сочинений.
- Таннет[англ.] — правитель Пагана (876–904), убит
- Христофор — антипапа (903—904); низложен
- Ян Юньсун — один из основателей географии и основоположников геомантии (феншуй)

| ← в 903 году | Список умерших в 904 году | в 905 году → |